# Ильгюциемс (станция)
И́льгюциемс (латыш. Iļģuciems) — железнодорожная станция на территории Курземского района города Риги. Станция расположена на ответвлении линии Засулаукс — Болдерая от станции Лачупе, на границе микрорайонов Ильгюциемс и Спилве. Станция обслуживает только грузовые поезда и административно подчинена станции Болдерая.
В рамках модернизации Латвийских железных дорог планируется возобновление пассажирского движения до станции Ильгюциемс. Предполагается строительство новой пассажирской платформы с этим названием на линии Засулаукс — Болдерая близ пересечения с улицей Слокас.

## История
Станция открыта 1 сентября 1926 года под названием Ильгециемс.